# 醋

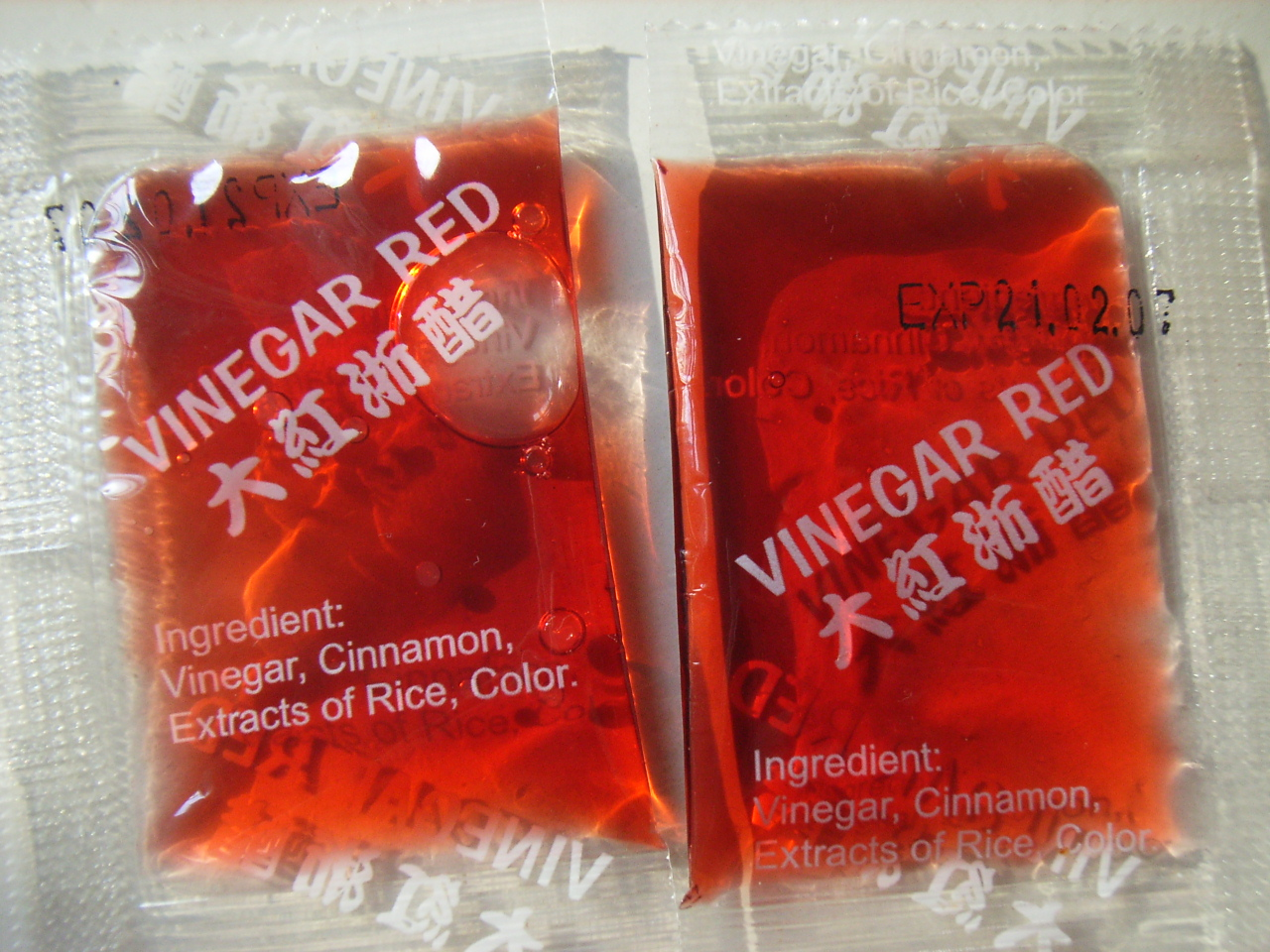
包裝的浙醋

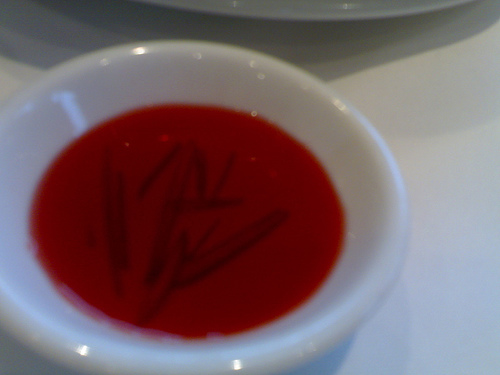
一碟浙醋

醋，舊稱為、苦酒等，是烹飪中常用的一種液體酸味調味料。

## 简介
醋的成分通常含有4%-7%的醋酸 ，有的還有少量的酒石酸、檸檬酸等。理論上講，幾乎任何含有糖分的液體都可以發酵釀醋。今天，按食醋生產方法，食醋可分為釀造醋和人工合成醋。釀造醋，是以糧食為原料，透過微生物發酵釀造而成。人工合成醋是以食用醋酸，添加水、酸味劑、調味料，香辛料、食用色素勾兌而成；另有浓度较高的醋精，醋酸含量在30%以上，需稀释之后才能食用。根据中国大陆国家标准，只有用粮食或食用酒精发酵酿造而成的醋才可以被称为“醋”，否则只能以其它名义在市场上贩售。
醋和盐一样在自然環境中可以自行生成，在古巴比伦时代即有醋的记录留下。一般而言，东方国家以谷物酿造醋，西方国家以水果和葡萄酒酿醋。在中國，通常認為醋在西周時開始被釀造，但也有人認為醋起於商朝或更早。漢朝時醯被稱為醋。在中東，古埃及时期就已出现了醋。由于都是通过发酵酿造获得，在一定程度上，可以认为酒醋同源，凡是能够酿酒的古文明，一般都具有酿醋的能力，因為在化學上酒精是乙醇，經過有氧發酵後可以形成乙酸也就是醋酸，釀造過程中只要再將酒經過發酵就能釀造醋。
由于原料，工艺，饮食习惯的不同，各地的醋的口味相差很大，一般可以分为固态发酵的黑醋和液态发酵的红醋、白醋两大类。在中国北方大多数醋都是黑醋，最著名的醋種當屬明朝時發明的山西老陳醋。山西人以愛好食用醋而全國聞名，有“缴枪不缴醋”的笑谈。在中国南方，黑醋产品中影响最大的有镇江香醋、四川保宁醋两者，以上三种黑醋构成了中国四大名醋的前三位。此外，食用海鲜较多的东南沿海地区则大量使用液态发酵的红醋，其主体为浙江米醋，下有湖州老恒和、绍兴仁昌酱园、绍兴咸亨、广东珠江桥、豫西贾氏柿子醋等品牌。
醋在中國菜的烹飪中有舉足輕重的地位，常用於溜菜、涼拌菜等，西餐中常用於配製沙拉的調味醬或浸製酸菜，日本料理中常用於製作壽司用的飯。

## 醋的品種

### 中國北方醋种
北方醋并非完全以地理位置而定，而是以酿造方式而定名的。北方醋一般以开缸固态发酵方法制得。位于江南的镇江恒顺香醋，其制法事实上与山西水塔陈醋制法相差不大，亦属北方醋。其醋颜色较深，不透明，适合水饺蘸食、做河鲜和做淮扬菜使用。
- 山西老陳醋
- 天津獨流老醋
- 鎮江香醋
  - 鎮江恒顺香醋
  - 鎮江北固山香醋
- 连云港板浦汪恕有滴醋
- 四川三汇米醋
- 四川保寧醋
- 河南老鳖一特醋
- 北京王致和龙门醋
- 台湾乌醋
- 豫西贾氏窑洞手工柿子醋

### 中國南方醋种
南方醋种在发酵方式上与北方醋有明显区别，采用关缸液态发酵，颜色较淡，常常呈现淡红色的透明状。醋香较薄，适合凉拌、海鲜等使用。
- 永春老醋
- 重庆静观醋
- 红醋
  - 浙江米醋 / 浙醋
    - 浙江湖州老恒和醋
    - 浙江绍兴仁昌酱园玫瑰醋
    - 绍兴咸亨醋
    - 广东玫瑰醋 / 甜醋：海天、珠江桥

### 西方醋類
- 谷物醋（由谷物制作的酒精制成的）
  - 麦芽醋，爱尔啤酒制成，炸鱼薯条的传统醋
  - 白醋——蒸馏酒或蒸馏酒精制成，几乎是纯净的醋酸水溶液
- 水果醋（由水果制作的酒精制成的）
  - 蘋果醋——苹果酒制成
  - 葡萄醋——葡萄酒制成
    - 意大利香醋（Aceto Balsamico）
    - 白蘭地醋

### 日本醋
- 米醋——日本的为透明溶液，用于寿司。按照JAS规定，米用量大于40g/L。

### 调味醋
一些醋在酿造产品的基础上额外增加了调味。
- 增加甜味和鮮味的：
  - 上海康乐醋（砂糖、蜂蜜、味精）
  - 日本“萬能酢”（砂糖、水解植物蛋白、5'-呈味核苷酸二钠）[3]

英国现代炸鱼薯条常用醋酸调味液，不属于醋，而是由水、醋酸、焦糖色和模仿麦芽醋的香精勾兑而成。

## 酿醋的方法

### 固态发酵法
固态发酵法酿醋是一种传统的酿醋方法，主要使用固态的原料和微生物进行发酵。首先，选择适宜的谷物原料，如大米、小麦或玉米，并将其清洗干净后蒸煮至熟，这一步有助于破坏谷物中的细胞结构，使其更易于发酵。接下来，将蒸煮后的谷物冷却到适宜温度，然后与醋曲混合。醋曲中含有丰富的微生物，包括霉菌、酵母和醋酸菌，它们在发酵过程中起到重要作用。将混合好的原料放入发酵容器中，保持适宜的温度和湿度，进行糖化和乙醇发酵，以促进微生物的生长和代谢。固态发酵通常需要数周时间，在此期间需要定期翻动发酵物，以确保发酵均匀。发酵完成后，发酵物中会产生丰富的醋酸和其他风味物质。经过12天左右的醋酸发酵，在醅料表面加适量食盐后，再经2天后熟即可将发酵好的醋进行淋醋，配兑、灭菌后便可获得清澈的醋液，包装成成品。经过适当的陈酿和调配，最终得到具有独特风味的酿造醋。

### 液态发酵法
乙酸发酵与醋酸发酵用较大的发酵罐进行液态深层发酵，并需适时通气搅拌。液态深层发酵采用半连续发酵法，即当醋酸发酵成熟时，取出1/3醋醪，再补加1/3酒醪继续发酵，如此每22-24小时重复一次。

## 延伸阅读
[在维基数据编辑]
 《欽定古今圖書集成·經濟彙編·食貨典·醋部》，出自陈梦雷《古今圖書集成》